# Bồ câu nữ tu Đức

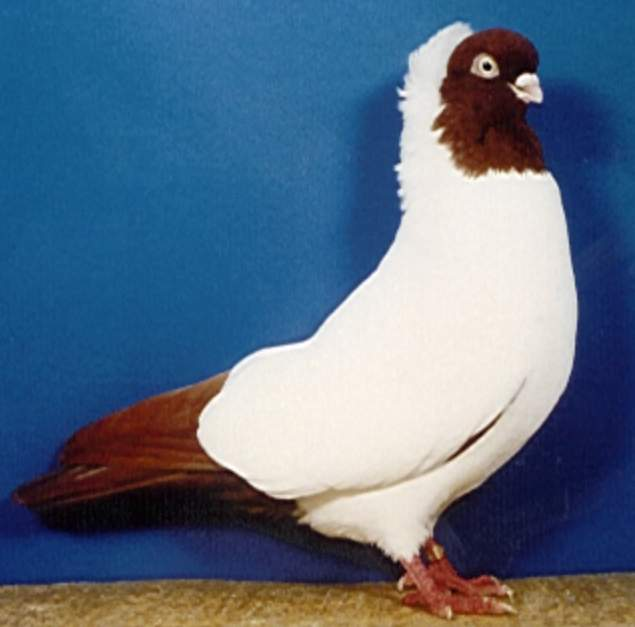
Bồ câu nữ tu Đức

Bồ câu nữ tu Đức (tiếng Đức: Deutsches Nönnchen) là một giống bồ câu kiểng được nuôi bởi các nhà nuôi chim bồ câu của Đức, những nhà nhân giống đã có thành công lớn trong chăn nuôi bồ câu nữ tu Đức, vốn bắt nguồn từ những năm đầu thế kỷ XVII. Các loài chim này cũng rất phổ biến trong số các chim bồ câu nhà nhân giống của Nga, nơi mà chúng được gọi là nữ tu lai. Giống này có tên của nó từ một cái nắp màu trên đầu của nó. Phần còn lại của lông là màu trắng.

## Đặc điểm
Chim bồ câu của giống này có một tư thế cơ thể hoàn hảo, một khí thế oai vệ và có tính năng động cao. Giống này là đáng kể và khả thi. Những con chim có một mô hình cụ thể về lông, nơi lông màu có thể là mang các màu sắc như đen, đỏ, vàng, cà phê nâu, xám tro, màu xanh sáng hoặc bạc. Chim có kích thước trung bình, có một vòng, hẹp khô trên trán cao kéo dài. Chúng có mắt kích thước trung bình và sống động, biểu cảm với một mống mắt màu trắng hoặc ngọc trai.
Chiều dài trung bình của cái mỏ là 15–17 mm. Cổ có chiều dài vừa (nếu so với đầu mỏng), và thuận xuống đến ngực và lưng; ở phía sau cổ có một đỉnh mà là một phần của các đinh chốt. Lưng dài và rút xuống về phía đuôi. Ngực tương đối rộng. Đuôi phẳng, dài, hẹp và bao gồm 12 lông. Loài này có chân có màu sáng đỏ có độ dài trung bình. Một tính năng đặc trưng của giống này là dáng cao, chặt chẽ. Chúng là những con bồ câu đua, nếu chúng nhìn thấy một con chim bồ câu trên mái nhà, ngay lập tức cất cánh và bằng cách vỗ cánh. Chúng cũng dễ bảo, sung mãn và mớm thức ăn cho con tốt.